# St. Louis to Liverpool
Albums de Chuck Berry
Two Great Guitars
(1964) Chuck Berry in London
(1965)
St. Louis to Liverpool est un album du guitariste, chanteur et auteur-compositeur américain Chuck Berry sorti en novembre 1964 chez Chess Records.

## Histoire
St. Louis to Liverpool est le premier 33 tours publié par Chuck Berry après sa sortie de prison, en octobre 1963. Son titre fait référence à la nouvelle popularité du chanteur de l'autre côté de l'Atlantique, où des groupes comme les Beatles ou les Rolling Stones enregistrent des reprises de ses chansons. Sur les douze chansons de l'album, huit proviennent de singles sortis tout au long de l'année 1964 : No Particular Place to Go / You Two, You Never Can Tell / Brenda Lee, Little Marie / Go Bobby Soxer et Promised Land / Things I Used to Do. Le reste de l'album comprend Merry Christmas Baby (en), une chanson de Noël parue à l'origine en 1958, Our Little Rendezvous, une face B de 1960, et deux instrumentaux, Night Beat et Liverpool Drive.

## Titres
Toutes les chansons sont écrites et composées par Chuck Berry, sauf mention contraire.

### Face 1
1. Little Marie – 2:37
2. Our Little Rendezvous – 2:03
3. No Particular Place to Go – 2:44
4. You Two – 2:11
5. Promised Land – 2:24
6. You Never Can Tell – 2:43

### Face 2
1. Go Bobby Soxer – 2:59
2. Things I Used to Do (Eddie Jones) – 2:42
3. Liverpool Drive – 2:56
4. Night Beat – 2:46
5. Merry Christmas Baby (Lou Baxter, Johnny Moore (en)) – 3:14
6. Brenda Lee – 2:15

## Musiciens
- Chuck Berry : chant, guitare
- Matt Murphy : guitare
- Willie Dixon : contrebasse
- Johnnie Johnson, Lafayette Leake, Paul Williams : piano
- Fred Below, Odie Payne (en), (Ebby Hardy ou Jasper Thomas) : batterie
- Leroy C. Davis, James Robinson : saxophone ténor